# Abacar
Abedalá/Abedulá Abi Cuafá (em árabe: عبد الله بن أبي قحافة; romaniz.: ʿAbd Allāh ibn Abī Quḥāfah; Meca, ca. 573 – Medina, 23 de agosto de 634), melhor conhecido pela alcunha de Abacar, Abubacar, Abu-Becre,  Abubequer e Abu Baquir (em árabe: ابو بكر; romaniz.: Abu Bakr; lit. "pai da camela"), foi um dos companheiros de Maomé (sahaba) e cognominado Alcidique (em árabe: الصديق; romaniz.: al-Siddiq), foi o primeiro califa (632-634) do Islão. Rico e honrado comerciante da Meca, foi um dos primeiros a acreditar em Maomé como profeta e o único que o acompanhou na Hégira.

## Vida
Abu pertencia a um clã menor da poderosa tribo dos coraixitas (Quraysh) de Meca, na qual também se incluía Maomé, seu amigo desde a infância. A sua família dedicava-se ao comércio. O seu nome verdadeiro era Abedul Caaba, "escravo da Caaba", mas o profeta Maomé mudou-o para Abedalá, "escravo de Alá", quando este se converteu ao Islão. Ficou contudo conhecido como Abacar devido ao seu gosto por criar dromedários (abu, "pai", bakr, "dromedário", abu bakr, "pai de dromedários").
De acordo com alguns pontos de vista, Abacar foi o primeiro homem convertido ao Islão, alegação que é contestada por historiadores muçulmanos que atribuem a primeira conversão masculina ao filho adoptivo do profeta, Zaíde ibne Harita. Quando Maomé emigrou de Meca para Medina em 622 (a Hégira), como forma de fugir à perseguição movida a si e aos seus discípulos, Abu acompanhou-o, tendo colocado a sua fortuna pessoal ao serviço do Islão. Umas das suas filhas, Aixa, tornou-se noiva de Maomé ainda em Meca, mas o casamento só se consumou depois da chegada a Medina.
Após a morte de Maomé, que não nomeou um sucessor, a comunidade dos crentes convocou a Nidwa (Assembleia), onde se encontravam representados todos os clãs e tribos. Os medinenses propunham que fosse nomeado um membro da sua cidade e outro da cidade de Meca, mas a proposta foi rejeitada por se temer que colocasse em causa a coesão da comunidade. Abacar foi eleito chefe dos crentes com o título de "califa" (sucessor), em larga medida graças ao apoio de Omar, que viria a designar como seu sucessor no seu leito de morte. Para os muçulmanos xiitas, esta honra deveria ter recaído no primo e genro de Maomé, Ali.
Apesar de só ter exercido o califado durante dois anos, a sua actuação foi determinante uma vez que consolidou, na Arábia, a nova religião, que após a morte de Maomé tinha entrado numa fase de instabilidade. Algumas tribos que se tinham ligado ao Islão recusavam-se agora a reconhecer a soberania de Abacar, alegando que, com a morte do profeta Maomé, a aliança política e religiosa havia terminado. Esses beduínos recusavam-se a pagar a contribuição de purificação estabelecida pela religião (zakat), atacaram Medina, e alguns tinham regressado ao politeísmo. Para além disso, vários homens apresentavam-se como profetas sucessores de Maomé.
Abacar submeteu as tribos beduínas rebeldes através da diplomacia e do recurso à força militar, ajudado pelo seu general Calide ibne Ualide, naquilo que ficou conhecido como guerras da apostasia (Rida). Ele considerava igualmente perigosa para a comunidade islâmica a presença dos dois impérios que na época cercavam a Arábia, o Império Bizantino e o Império Persa Sassânida, tendo ordenado a expansão nesses territórios, facto que contudo só viria a ser concretizado no califado do seu sucessor Omar. Abacar encontra-se sepultado no recinto da Mesquita do Profeta, em Medina, juntamente com Maomé e Omar.